# Честно о нечестности
«Честно о нечестности. Почему мы лжем всем и особенно себе» (англ. The Honest Truth about Dishonesty; в другом переводе «Вся правда о неправде. Почему и как мы обманываем») ― научно-популярная книга  израильско-американского экономиста, профессора психологии и поведенческой экономики Дэна Ариэли.

## Содержание
В книге Ариэли приводит примеры нескольких экспериментов для изучения природы нечестности. В одном из них он обнаруживает, что из холодильника в общежитии колледжа, в котором есть банки с кока-колой и долларовые купюры, банки с газировкой исчезают быстрее, потому что получение денег заставит студентов чувствовать себя ворами больше, чем банки с газировкой.
В другом эксперименте актер, играющий студента Университета Питтсбурга, прошел тест в конкурирующем Университете Карнеги-Меллона. Он сознательно и явно жульничал на экзамене. Ариэли изучил реакцию остальных участников группы и пришел к выводу, что обман заразен. Помимо отчета о проведенных им экспериментах, Ариэли упоминает свой собственный опыт нечестности, например, когда он ехал на поезде по поддельному проездному или ему, как пострадавшему от ожога, сказали, что с ним все будет в порядке, несмотря на медицинские доказательства обратного. Он предлагает, что кодексы чести и тщательный надзор могут несколько уменьшить нечестность, но не учитывают психологическую рациональность.
Автор провел лабораторные и общественные эксперименты, чтобы определить, при каких условиях люди будут обманывать и в какой степени. В обстоятельствах, когда мошенничество становится возможным, люди почти всегда обманывают, даже если выгода будет малой. Люди обманывают до того уровня, на котором они начинают плохо относиться к собственному внутреннему чувству целостности.
Ариэли приводит результаты этих экспериментов:

### На уровень нечестности не влияют
- Размер получаемой награды
- Вероятность разоблачения

### Эти факторы увеличивают вероятность недобросовестности
- Умение рационализировать
- Конфликт интересов
- Высокий личный уровень творческих способностей и воображения
- Собственный опыт нечестного поступка
- Наблюдать за тем, как другие ведут себя нечестно
- Культура, дающая примеры нечестности
- Что другим выгодна наша нечестность
- Усталость, стресс

### Эти факторы снижают вероятность недобросовестности
- Предоставление залога или подписание формы для подтверждения честности
- Моральные напоминания
- Контроль

«Подпишите, чтобы подтвердить честность». Автор обнаружил, что наличие подписи в верхней части формы способствует большей честности в информации, которую человек предоставляет вскоре после этого, вместо того, чтобы сначала заполнять форму, а затем подписывать ее внизу. При этом спустя годы после публикации книги выяснилось, что этот результат не воспроизводится в повторных исследованиях и, более того, основывается на сфабрикованных данных, причём именно Ариели предоставил эти данные.
«Контроль». Автор говорит, что надзор снижает вероятность мошенничества, поэтому нет нечестности.
«Обеспечить залог» и «Моральные напоминания». Автор обнаружил, что когда человек читал Десять Заповедей или аналогичные непосредственно перед этим, это уменьшало нечестность. Автор обнаружил, что нормальный уровень нечестности вернулся примерно через две недели после подписания кодекса чести.

## Отзывы
Книга была принята положительно.  Джанет Маслин в газете «Нью-Йорк Таймс» похвалил «простой, веселый стиль» Арили. Ей также понравилось, как в книге «есть обезоруживающее личное прикосновение».
Президент Уэслианского университета Майкл С. Рот отметил, что «Ариэли поднимает планку для всех. Во все более переполненной области популярной психологической науки и поведенческой экономики он пишет с необычным сочетанием воодушевления и проницательности. Он просит нас помнить наша склонность к ошибкам и иррациональность, чтобы мы могли защитить себя от нашей склонности обмануть себя».

## Издание в России
Книга была переведена на русский язык и вышла в свет в издательстве «Альпина Паблишер» в 2020 году. Переводчик ― Павел Миронов. ISBN 978-5-9614-2510-9